# 바일 곡률 가설
일반 상대성 이론을 물리 우주론에 적용하면서 발생하는 바일 곡률 가설은 영국의 수학자이자 이론물리학자인 로저 펜로즈가 1979년 논문에서 물리학에서 가장 근본적인 문제들 두 가지에 대한 설명을 제공하기 위해 도입했다. 우리는 가장 큰 관측 규모에서 현저하게 공간적으로 균질하고 물리적 특성이 등방성으로 나타나는 우주를 설명하고 싶다(따라서 간단한 프리드만-르메트르-로버트슨-워커 계량 모델을 고려 할 수 있다.). 다른 한편으로는 열역학 제2법칙의 기원에 대한 심오한 질문이 있다.
펜로즈는 중력장이 엔트로피를 포함한다는 개념이 이 두 가지 문제의 해결 할 수 있는 실마리라고 제안한다. 그는 초기 우주 특이점(빅뱅) 근처에서 우주 중력장의 엔트로피 함량이 극도로 낮았으며(이론적으로 가능했던 것과 비교하여) 이후 단조롭게 증가하기 시작했다고 제안한다. 이 과정은 예를 들어 물질의 응집을 통한 은하와 은하단을 형성에서 그 자체로 나타난다. 펜로즈는 우주의 초기 낮은 엔트로피 함량 또는 과거 가설을 빅뱅 근처의 우주 중력장의 바일 곡률 텐서의 효과적인 소멸과 연관시킨다. 그때부터 그 역학적인 영향이 점차 증가하여 우주의 엔트로피 양이 전반적으로 증가하여 우주론적 시간의 화살을 유도했다고 제안한다.
바일 곡률은 조석력 장 및 중력파와 같은 중력 효과를 나타낸다. 바일 곡률 가설에 대한 펜로즈의 아이디어는 예를 들어 논문들에서 등방적 초기 우주 특이점의 맥락에서 수학적으로 묘사되었다. 펜로즈는 바일 곡률 가설을 현재 관찰되는 우주가 공간적으로 거의 동질함과 등방적임을 설명하기 위해 우주 팽창(우주의 초기 수명에서 가속 팽창의 가상 단계)에 대한 물리적으로 더 신뢰할 수 있는 대안으로 본다.

## 같이 보기
- 중력 특이점
- 물리학의 미해결 문제
- 화이트 홀